# Serie A 1974-1975 (pallamano maschile)
La Serie A 1974-1975 è stata la 6ª edizione del torneo di primo livello del campionato italiano di pallamano maschile.

Esso venne organizzato dalla Federazione Italiana Giuoco Handball.

Il torneo fu vinto dall'Handball Club Rovereto per la 2ª volta nella sua storia.

A retrocedere in serie B furono il CUS Verona e Il Südtiroler Sportverein Bozen.

## Formula
Il torneo fu disputato con la formula del girone unico all'italiana con partite di andata e ritorno.

Al termine della stagione la prima squadra classificata fu proclamata campione d'Italia mentre le ultime due classificate furono retrocesse in serie B.

## Squadre partecipanti
| Città         | Club                         | Palasport | Sponsor         | Stagione precedente      |
| ------------- | ---------------------------- | --------- | --------------- | ------------------------ |
| Bologna       | Handball Club Bologna 1969   |           | Mercury         | 8ª in Serie A 1973-1974  |
| Bolzano       | Südtiroler Sportverein Bozen |           |                 | Serie B 1973-1974        |
| Gaeta (LT)    | Sporting Club Gaeta          |           |                 | Serie B 1973-1974        |
| Modena        | Pallamano Modena             |           | Agricoltura     | 7ª in Serie A 1973-1974  |
| Roma          | Centro Sportivo Esercito     |           | Haswell         | 3ª in Serie A 1973-1974  |
| Roma          | CUS Roma                     |           |                 | 4ª in Serie A 1973-1974  |
| Roma          | H.C. Flaminio Genovesi Roma  |           | Renault         | 9ª in Serie A 1973-1974  |
| Roma          | H.C. Montesacro Roma         |           | Great Challange | 6ª in Serie A 1973-1974  |
| Rovereto (TN) | Handball Club Rovereto       |           | Rosmini         | Campione d'Italia        |
| Teramo        | Teramo Handball              |           |                 | 2ª in Serie A 1973-1974  |
| Trieste       | Pallamano Trieste            |           | Duina           | 5ª in Serie A 1973-1974  |
| Verona        | CUS Verona                   |           |                 | 10ª in Serie A 1973-1974 |

## Classifica
|  | Pos. | Squadra           | Pt | G  | V  | N | S  | GF  | GS  | D    | Note                                        |
|  | ---- | ----------------- | -- | -- | -- | - | -- | --- | --- | ---- | ------------------------------------------- |
|  | 1.   | Rovereto          | 38 | 22 | 19 | 0 | 3  | 378 | 237 | +141 | Qualificato alla Coppa dei Campioni 1975-76 |
|  | 2.   | Bologna 1969      | 33 | 22 | 16 | 1 | 5  | 286 | 243 | +43  |                                             |
|  | 3.   | Teramo            | 32 | 22 | 16 | 0 | 6  | 344 | 295 | +49  |                                             |
|  | 4.   | CUS Roma          | 30 | 22 | 14 | 2 | 6  | 327 | 268 | +59  |                                             |
|  | 5.   | Flaminio Genovesi | 23 | 22 | 10 | 3 | 9  | 283 | 298 | -15  |                                             |
|  | 6.   | Trieste           | 18 | 22 | 8  | 2 | 12 | 225 | 220 | +5   |                                             |
|  | 7.   | Montesacro Roma   | 18 | 22 | 9  | 0 | 13 | 249 | 270 | -27  |                                             |
|  | 8.   | Modena            | 18 | 22 | 9  | 0 | 13 | 319 | 346 | -27  |                                             |
|  | 9.   | C.S. Esercito     | 17 | 22 | 6  | 5 | 11 | 274 | 305 | -31  |                                             |
|  | 10.  | Gaeta             | 17 | 22 | 8  | 1 | 13 | 281 | 349 | -68  |                                             |
|  | 11.  | CUS Verona        | 11 | 22 | 5  | 1 | 16 | 293 | 353 | -60  | Retrocesso in Serie B 1975-76               |
|  | 12.  | Bozen             | 9  | 22 | 3  | 3 | 16 | 249 | 324 | -75  | Retrocesso in Serie B 1975-76               |

## Campioni
| Campione d'Italia 1974-1975      |
| -------------------------------- |
| Handball Club Rovereto 2º titolo |